# Priazowskaja
Priazowskaja (ros. Приазовская) – stanica w Rosji, w Kraju Krasnodarskim, w rejonie primorsko-achtarskim. W 2010 liczyła 1701 mieszkańców.